# Liste der Kulturgüter in Gsteig bei Gstaad
Die Liste der Kulturgüter in Gsteig bei Gstaad enthält alle Objekte in der Gemeinde Gsteig bei Gstaad im Kanton Bern, die gemäss der Haager Konvention zum Schutz von Kulturgut bei bewaffneten Konflikten, dem Bundesgesetz vom 20. Juni 2014 über den Schutz der Kulturgüter bei bewaffneten Konflikten sowie der Verordnung vom 29. Oktober 2014 über den Schutz der Kulturgüter bei bewaffneten Konflikten unter Schutz stehen.
Objekte der Kategorien A und B sind vollständig in der Liste enthalten, Objekte der Kategorie C fehlen zurzeit (Stand: 17. Februar 2024). Unter übrige Baudenkmäler sind geschützte Objekte zu finden, die im Bauinventar des Kantons Bern als «schützenswert» verzeichnet sind.

## Kulturgüter
| Foto |                                                                            | Objekt                                          | Kat. | Typ | Standort                               | Beschreibung |
| ---- | -------------------------------------------------------------------------- | ----------------------------------------------- | ---- | --- | -------------------------------------- | --- |
| BW   | Datei hochladen · Wikidata zu Bauernhaus (Q19362595)                       | Bauernhaus KGS-Nr.: 09220                       | A    | G   | Usseri Saalistrasse 10 587110 / 138818 | Dieses 1747 erbaute Bauernhaus ist ein breit gelagerter Kantholz-Blockbau mit geständerter Stubenfront. Die asymmetrisch befensterte Fassade ist pittoresk gestaltet, hervorzuheben sind insbesondere die reichhaltigen, szenischen, symbolischen und akzentuierenden polychromen Malereien sowie die mit grossen Aufwand plastisch gestalteten, geschnitzten und reliefierten Elemente.                                                                             |
| BW   | Datei hochladen · Wikidata zu Bauernhaus Feutersoey (Q19362596)            | Bauernhaus Feutersoey KGS-Nr.: 09771            | A    | G   | Usseri Zälgstrasse 7 586872 / 140094   | 1754 erbautes Wohnhaus. Der erste bekannte Bau des Zimmermeisters Peter Reichenbach ist ein einzigartiger Blockbau mit geständerter Stubenfront. Die symmetrische Fassade ist vollständig bemalt und plastisch durchgestaltet, die Block-Konsolen und -Vorstösse sind aufwändig konturiert. Die Fassadenmalerei stellt einen nicht mehr erreichten Höhepunkt der so genannten Saaner Schule dar.                                                                     |
| ja   | Datei hochladen · Wikidata zu Gasthof Bären (Q29652115)                    | Gasthof Bären KGS-Nr.: 00924                    | B    | G   | Gsteigstrasse 1 586805 / 137105        | 1756 erbaute Gaststätte, die eine charakteristische Platzsituation in Richtung Col du Pillon und Sanetschpass schafft. Vorzüglicher Blockbau mit geständertem Stubengeschoss. Das Gaden- und das Dachgeschoss besitzen eine einzigartige, reichhaltig durch strukturelle, farbliche und motivische Dekorationen versehene Fassade. |
| ja   | Datei hochladen · Wikidata zu Reformierte Kirche mit Pfarrhaus (Q29652117) | Reformierte Kirche mit Pfarrhaus KGS-Nr.: 00925 | B    | G   | Pillonstrasse 1, 4 586815 / 137045     | 1453 dem Heiligen Theodul geweihtes Kirchengebäude. Der Putzbau besitzt einzelne Haustein-Elemente und ein steiles, schindelgedecktes Satteldach mit südseitigen Lukarnen. Der Glockengaden ist verschalt, darüber erhebt sich ein achteckiger Helm. Im Sockel des Chorturms ist das ehemalige Beinhaus zu finden. Daneben steht das 1861 erbaute Pfarrhaus, ein repräsentativer Putzbau unter geknicktem Walmdach, der einer bernischen Campagne nachempfunden ist. |

## Übrige Baudenkmäler
Hinweis: Anstelle der KGS-Nummer wird als Objekt-Identifikator (ID) die Grundstücksnummer verwendet.
| ID   | Foto |                 | Objekt                                | Typ | Standort                               | Beschreibung |
| ---- | ---- | --------------- | ------------------------------------- | --- | -------------------------------------- | ------------ |
| 8    | BW   | Datei hochladen | Bäuerliches Wohnhaus (1624)           | G   | Erlestrasse 16 586771 / 139372         |              |
| 118  | BW   | Datei hochladen | Bauernhaus (um 1800)                  | G   | Pillonstrasse 62 585196 / 136066       |              |
| 127  | BW   | Datei hochladen | Wohnhaus (1839)                       | G   | Müligässli 8 586758 / 137138           |              |
| 137  | BW   | Datei hochladen | Wohnhaus (1660)                       | G   | Pillonstrasse 2 586799 / 137067        |              |
| 138  | BW   | Datei hochladen | Altes Schulhaus (1912)                | G   | Gsteigstrasse 30 586851 / 137343       |              |
| 259  | BW   | Datei hochladen | Bäuerliches Wohnhaus (1772)           | G   | Haltenstrasse 35 587535 / 141212       |              |
| 372  | BW   | Datei hochladen | Wohnhaus (1639)                       | G   | Pillonstrasse 10 586612 / 136935       |              |
| 414  | BW   | Datei hochladen | Wohnhaus (1606)                       | G   | Wältelistrasse 11 586627 / 137119      |              |
| 466  | BW   | Datei hochladen | Wohnhaus (1. Viertel 19. Jh.)         | G   | Wältelistrasse 15 586572 / 137234      |              |
| 509  | BW   | Datei hochladen | Bäuerliches Wohnhaus (1557)           | G   | Gschwändstrasse 36 588041 / 139410     |              |
| 566  | BW   | Datei hochladen | Bäuerliches Wohnhaus (1724)           | G   | Usseri Saalistrasse 20 587271 / 138924 |              |
| 580  | BW   | Datei hochladen | Wohnhaus (1633)                       | G   | Gsteigstrasse 97 586846 / 139201       |              |
| 617  | BW   | Datei hochladen | Bauernhaus (Mitte 18. Jh.)            | G   | Chrinestrasse 37 587815 / 138280       |              |
| 654  | BW   | Datei hochladen | Bäuerliches Wohnhaus (um 1600)        | G   | Haltenstrasse 27 587401 / 141433       |              |
| 660  | BW   | Datei hochladen | Wohnhaus (um 1700)                    | G   | Innergsteigstrasse 3 586881 / 137090   |              |
| 666  | BW   | Datei hochladen | Wohnhaus Alte Post (1669)             | G   | Rohrstrasse 2 586850 / 137114          |              |
| 710  | BW   | Datei hochladen | Wohn- und Geschäftshaus (1744)        | G   | Gsteigstrasse 2 586838 / 137130        |              |
| 726  | BW   | Datei hochladen | Wohnhaus (Ende 18. Jh.)               | G   | Usseri Zälgstrasse 11 586845 / 140203  |              |
| 754  | BW   | Datei hochladen | Scheune (1791)                        | G   | Gsteigstrasse 63a 586795 / 137473      |              |
| 836  | BW   | Datei hochladen | Sennhütte (1800)                      | G   | Reuschstrasse 7 584932 / 134844        |              |
| 927  | BW   | Datei hochladen | Wohnhaus (1762)                       | G   | Innergsteigstrasse 32 586982 / 136672  |              |
| 1237 | BW   | Datei hochladen | Wohnhaus (1607)                       | G   | Gsteigstrasse 110 586913 / 139528      |              |
| 1278 | BW   | Datei hochladen | Bäuerliches Wohnhaus (1598)           | G   | Gässli 15 586882 / 140445              |              |
| 1414 | BW   | Datei hochladen | Bäuerliches Wohnhaus (Mitte 17. Jh.)  | G   | Müligässli 4 586778 / 137165           |              |
| 1460 | BW   | Datei hochladen | Wohnhaus Sigristengüetli (1618)       | G   | Innergsteigstrasse 16 586919 / 137009  |              |
| 1503 | BW   | Datei hochladen | Wohnhaus (1791)                       | G   | Gsteigstrasse 81 586783 / 138756       |              |
| 1527 | BW   | Datei hochladen | Bäuerliches Wohnhaus (um 1616)        | G   | Chrinestrasse 14 587580 / 137797       |              |
| 1592 | BW   | Datei hochladen | Bäuerliches Wohnhaus (Ende 18. Jh.)   | G   | Chrinestrasse 16 587620 / 137810       |              |
| 1594 | BW   | Datei hochladen | Wohnhaus (1. Hälfte 18. Jh.)          | G   | Müligässli 7 586765 / 137108           |              |
| 1620 | BW   | Datei hochladen | Bauernhaus (um 1850)                  | G   | Hügelstrasse 7 586823 / 136684         |              |
| 1622 | BW   | Datei hochladen | Bauernhaus (frühes 19. Jh.)           | G   | Pillonstrasse 29 585990 / 136256       |              |
| 1654 | BW   | Datei hochladen | Bäuerliches Wohnhaus (frühes 19. Jh.) | G   | Gsteigstrasse 65 586759 / 137563       |              |
| 1670 | BW   | Datei hochladen | Bäuerliches Wohnhaus (Ende 17. Jh.)   | G   | Müligässli 12 586698 / 137090          |              |